# Zuidkaper
De zuidkaper of Australische walvis (Eubalaena australis) is een walvis uit de familie van de echte walvissen (Balaenidae), een van de drie soorten uit het geslacht van de noordkapers (Eubalaena). Het is het enige lid van de familie dat op het Zuidelijk halfrond leeft. Alle noordkapers lijken sterk op elkaar en om die reden werden ze vroeger tot dezelfde soort gerekend.

## Kenmerken
De zuidkaper is een grote walvis met grote, brede borstvinnen en een grote, brede kop, die een kwart van zijn lichaam beslaat. Op de kop heeft de zuidkaper voor ieder individu unieke huidwoekeringen, aangroeisels, waarop zeepokken groeien. De rugvin ontbreekt. De borstvinnen zijn kort en breed. De zuidkaper is nauwelijks te onderscheiden van de overige noordkapers. Enkel kenners kunnen de drie soorten op basis van de schedel uit elkaar houden. Wel wordt soms opgemerkt dat de zuidkaper meer huidwoekeringen op zijn onderlip heeft en minder op zijn kop dan de overige twee noordkapers.
De zuidkaper wordt minstens 14 meter lang en ongeveer 60 ton zwaar. Vrouwtjes worden over het algemeen groter dan mannetjes. Mannetjes worden maximaal 15 meter, vrouwtjes 16,4 meter.

## Verspreiding en leefgebied
De zuidkaper komt enkel voor in de gematigde en koele zeeën van het Zuidelijk Halfrond. 's Winters, in het voortplantingsseizoen, leven de dieren in de kustwateren van Chili, Argentinië, Brazilië, Zuid-Afrika, Zuid-Australië en enkele subantarctische eilandjes die bij Nieuw-Zeeland horen. Ze verblijven meestal vlak voor de kust, zelfs in ondiepe wateren. 's Zomers trekken de meeste dieren waarschijnlijk naar de voedselrijke wateren rond Antarctica.

## Leefwijze
De zuidkaper leeft van kleine roeipootkreeftjes en dierlijk plankton die hij met de grote bek uit het water zeeft. Hij eet ook regelmatig volwassen krill.
Het is een voornamelijk solitair levende soort, maar is zelden agressief tegenover soortgenoten en gewoonlijk vreedzaam. Adolescente dieren leven wel vaak in kleine groepjes.
Anders dan de meeste andere walvissen communiceert de zuidkaper meer met lichamelijk contact en houdingen dan met geluid. Zo maakt een zuidkaper aan een andere zuidkaper duidelijk dat deze ongewenst is door zich om te draaien, waardoor de staartvin naar de ongewenste gast wijst. De andere zuidkaper begrijpt dit signaal al van grote afstand en zal meestal ergens anders naartoe zwemmen. Tijdens de balts aaien en omhelzen het mannetje en het vrouwtje elkaar met de buikvinnen.

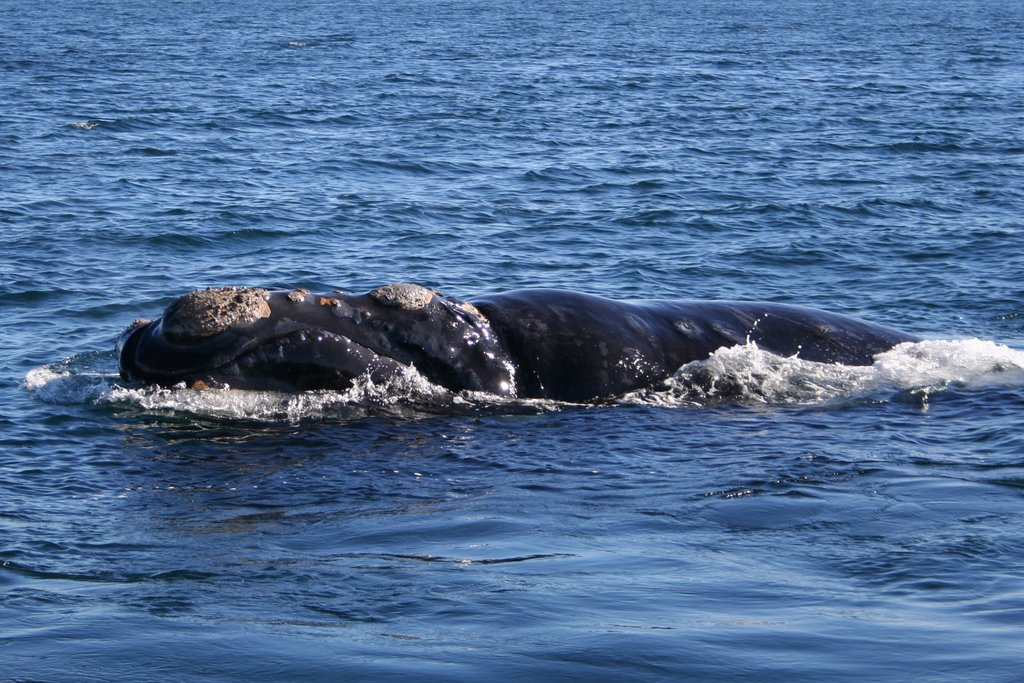
Bij het ademhalen richt de zuidkaper eerst zijn kop uit het water, waarbij de voor ieder individu specifieke huidwoekeringen goed te zien zijn.

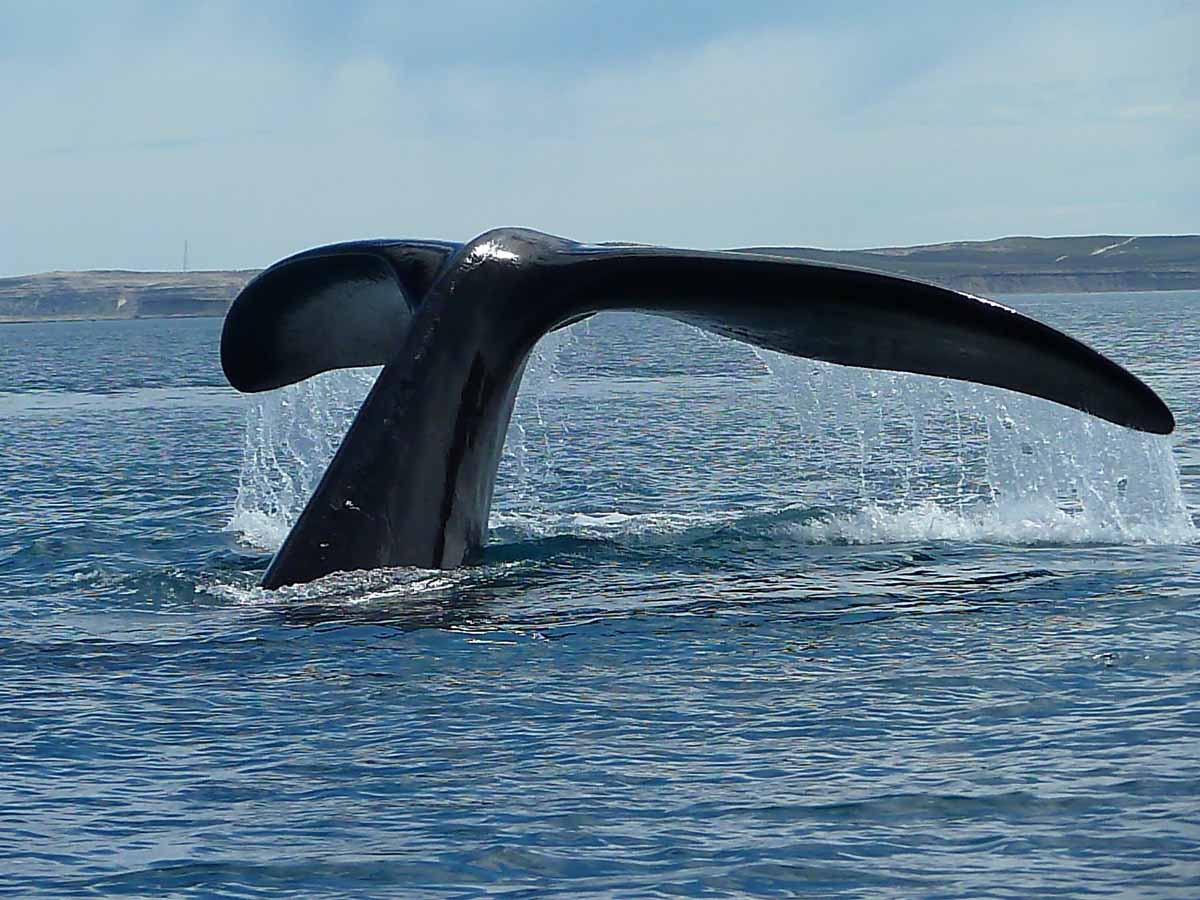
Staartvin van een zuidkaper

Bij het ademhalen heft de zuidkaper zijn kop hoog boven het water uit. Als hij weer onderduikt blaast hij eerst een typische V-vormige spuitnevel uit, verdwijnt zijn kop onder water en is de gladde en brede rug te zien. Alvorens geheel onder water te verdwijnen heft hij meestal eerst zijn staartvin uit het water.
De zuidkaper vertoont een opmerkelijk gedrag, "zeilen" genaamd. Hierbij steekt het dier zijn brede staartvin voor langere tijd verticaal uit het water in de wind. Het wordt voornamelijk waargenomen voor de kust van Argentinië. De reden voor dit gedrag is onduidelijk en is waarschijnlijk een vorm van spel. Bij de noordkapers is dit gedrag nooit waargenomen.
Een volwassen zuidkaper kent weinig vijanden, maar jonge dieren kunnen worden aangevallen door orka's en witte haaien.

### Voortplanting
Het paren en het werpen vindt 's winters plaats. Mannetjes gaan in het voortplantingsgebied op zoek naar ontvankelijke vrouwtjes om mee te paren. Tussen mannetjes vinden nauwelijks gevechten plaats, zoals bij bultruggen en verscheidene andere walvissen. Een vrouwtje paart meestal met meerdere mannetjes. Mannetjes wachten hun beurt af en lijken elkaar zelfs soms te helpen bij het paren. Soms gaan andere mannetjes zo ten opzichte van het vrouwtje liggen, dat ze in haar bewegingsvrijheid beperkt wordt en een mannetje sneller de paring kan afronden. Vrouwtjes worden echter niet gedwongen tot een paring. Vrouwtjes zijn groter dan de mannetjes, en een vrouwtje dat niet wil paren zal van de mannetjes wegzwemmen, zich op haar rug draaien of naar ondiep water zwemmen.
De competitie om het nageslacht vindt waarschijnlijk pas in de baarmoeder plaats, tussen het sperma van de verschillende mannetjes. De mannetjes van de zuidkaper en andere echte walvissen hebben de grootste testikels uit het dierenrijk, die per paar bijna duizend kilogram kunnen wegen en dus zeer veel sperma produceren.
Na een draagtijd van twaalf tot dertien maanden wordt één jong geboren met een lengte van ongeveer 4,6 tot 6 meter, dat een jaar lang wordt gezoogd. In Zuid-Afrika worden de meeste jongen in augustus geboren, vaak in beschutte baaien. Het vrouwtje houdt de eerste maanden haar jong af van andere walvissen. Als het jong echter groter is zal de moeder toestaan dat het contact heeft met andere zuidkapers, voornamelijk andere vrouwtjes met jongen. Hierdoor wordt soms één vrouwtje waargenomen met twee jongen. De moeder van een van die jongen zal niet ver van hen onder water op het jong wachten. Ze keurt echter niet alle moeders met jongen goed.
Als het jong twaalf maanden gespeend is, zal de moeder het dier alleen laten. De jongen voegen zich meestal hierna in kleine groepjes met andere eenjarigen.

## Relatie met de mens

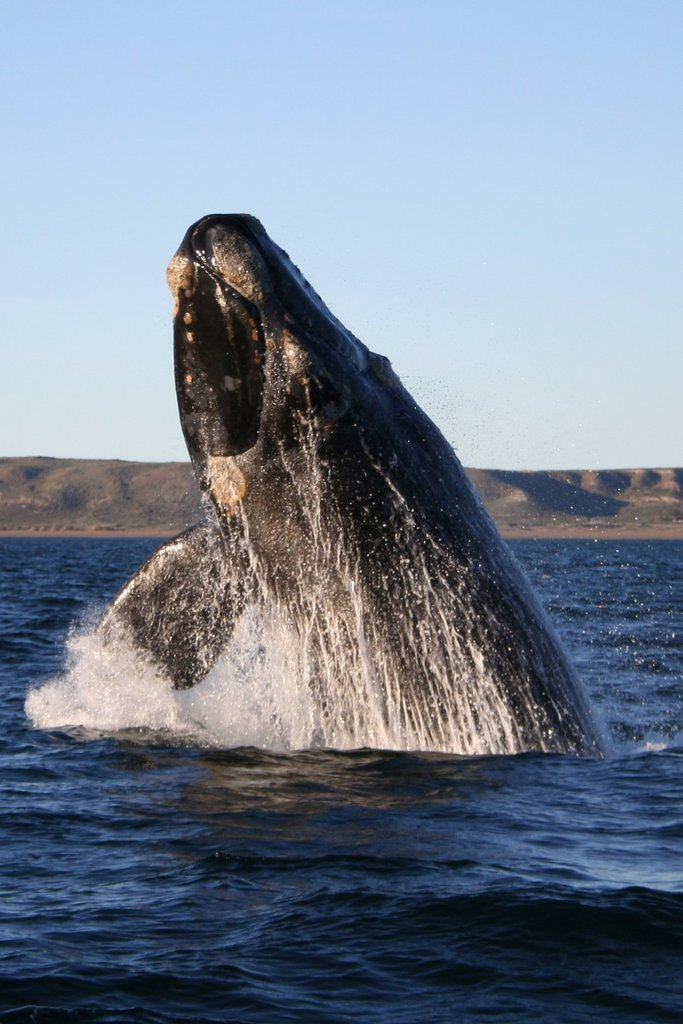
Een zuidkaper richt zich op voor de kust van Valdés (Argentinië).

Net als de andere echte walvissen werd de zuidkaper in het verleden intensief bejaagd. Hij zwemt traag, is niet agressief en eenvoudig te benaderen, leeft dicht bij de kust, blijft na de dood meestal drijven en bevat veel olie, vlees en baleinen. Hierdoor ging hun aantal al vrij snel achteruit. Net als de andere noordkapers is de soort sinds 1935 beschermd en de populaties herstellen zich. Wel werden er door de Sovjet-Unie in de jaren zestig van de twintigste eeuw illegaal zo'n drieduizend dieren gedood. De zuidkaper staat er nu van alle noordkapers het best voor. Het aantal werd in 2001 geschat op zo'n 7000 dieren en de populatie groeit met zes à zeven procent per jaar. Men verwacht dat als de huidige bescherming door blijft gaan enkele populaties volledig zullen herstellen.
De zuidkaper is samen met de bultrug een van de best bestudeerde baardwalvissen, om dezelfde redenen als waarom hij zo makkelijk te bejagen was. In 1970 onderzocht een team van wetenschappers, onder leiding van bioloog Robert Payne en zijn toenmalige vrouw Katherine, het sociale gedrag van de zuidkaper rond het Valdésschiereiland, Argentinië. Het was een van de eerste onderzoeken waarbij bij het identificeren van individuele walvissen gebruik werd gemaakt met foto's, in het geval van de zuidkaper van de koppen, waarop de per individu unieke huidwoekeringen zitten.
De zuidkaper is een populaire toeristische attractie, en wordt vaak waargenomen bij walvisexcursies. Hij kan zowel vanaf de kust als vanaf een boot worden gezien. Populaire gebieden, met veel toerisme, zijn de Zuid-Australische kust, vooral Logan's Beach bij Warrnambool, Victoria, Twin Rocks langs de Eyre Highway en de kust bij Victor Harbor, de oostelijke Zuid-Amerikaanse kust, als het schiereiland Valdés in Argentinië en de zuidpunt van Santa Catarina-eiland in Brazilië, en de Zuid-Afrikaanse kust, voornamelijk Hermanus, ongeveer 100 kilometer ten oosten van Kaapstad. Een aparte populatie komt voor voor de kust van Peru en Chili. Deze populatie is op de Rode Lijst van de IUCN zelfstandig opgenomen met status Kritiek.